# Kolla
Kolla — рід цикадок із роду клопів.

## Опис
Цикадки довжиною близько 5—7 мм. Стрункі, з вічками, приблизно однаково віддаленими від основи і переднього краю тімені. Для СРСР вказувався 1 вид чорного кольору.

## Систематика
У складі роду:
- Kolla atramentaria Motsch. — Далекий Схід, Китай.